# تونکا گولتسی
تونکا گولتسی (انگلیسی: Tunka Goltsy) یکی از کوه‌های سیبری جنوبی در استان بوریاتیای ناحیه فدرالی خاور دور کشور روسیه است.